# Chasseur-cueilleur

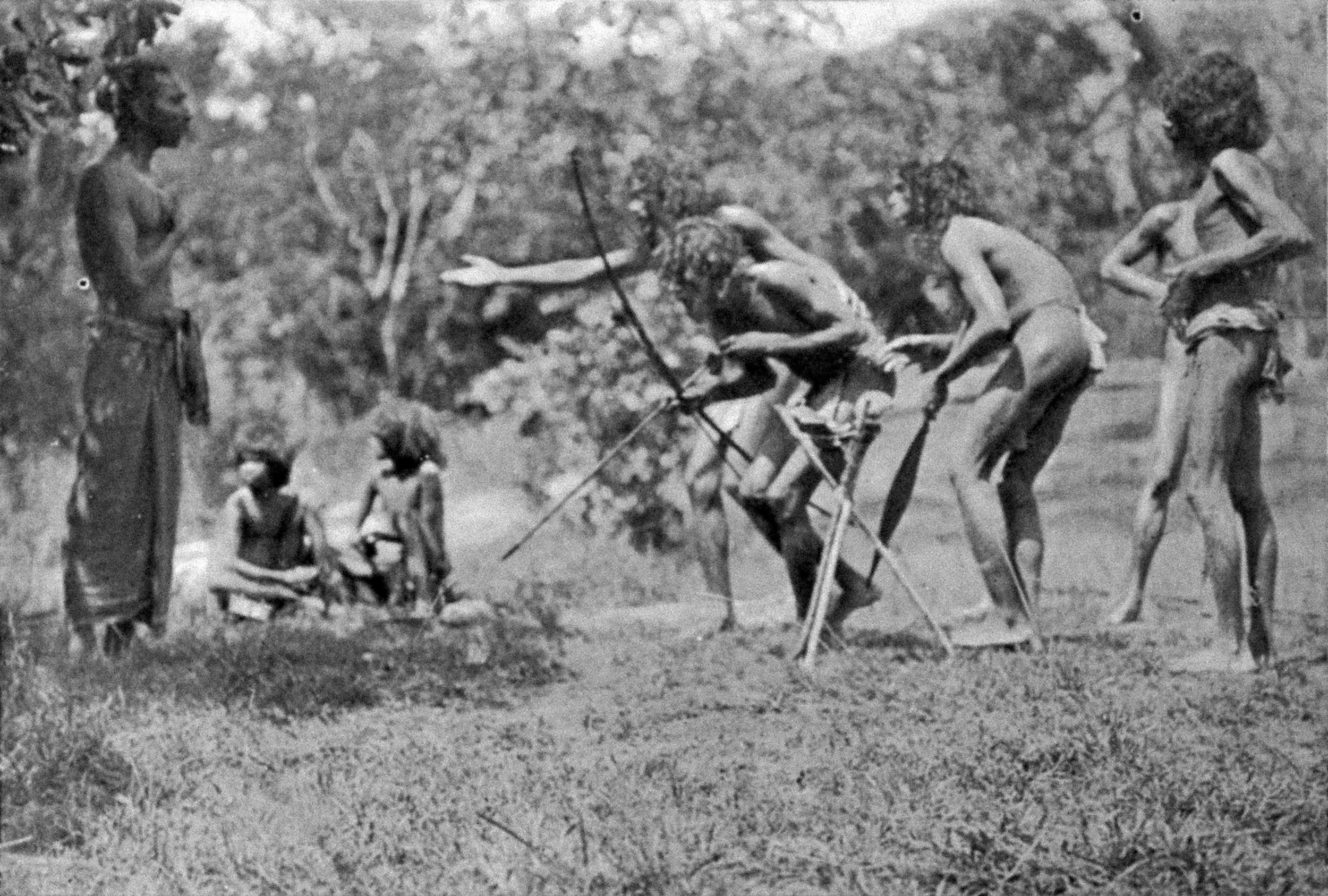
Cérémonie de la Kirikoraha chez les Veddas (île de Ceylan) pour se concilier les faveurs de la déesse de la chasse, Kande Yaka.

Le chasseur-cueilleur est un humain dont le mode de vie est fondé sur la chasse, la pêche et la cueillette. Historiquement, ce sont les premiers modes de subsistance de l'espèce humaine, qui consistent en un prélèvement de ressources directement dans la nature. Cette stratégie peut toutefois s'accompagner localement de stratégies de sélection, avec une transformation qui va jusqu'à nécessiter l'usage de pierre polie ou de céramique. Les sociétés du Paléolithique ont toutes été composées de chasseurs-cueilleurs et de nombreuses sociétés passées étudiées par le monde moderne le sont aussi ; il est cependant difficile d'utiliser les données de l'ethnographie relevées à l'époque moderne pour tenter de reconstituer les sociétés passées.
De manière générale, l'ensemble de l'humanité était formée de chasseurs-cueilleurs jusqu'à la révolution néolithique (étant également perçue comme un processus, la néolithisation, allant du Mésolithique au Néolithique). Certains peuples sont encore aujourd'hui des chasseurs-cueilleurs modernes : ils sont toutefois très minoritaires, et ont connu d'importants métissages avec des populations agricoles. Ils vivent tous au contact et sous la domination politique de sociétés agricoles et industrielles, à l'exception des Sentinelles.
Le terme plus général de chasseurs-cueilleurs-pêcheurs, chasseurs-cueilleurs-stockeurs ou chasseurs-collecteurs/chasseuses-collectrices (collectant en plus le bois et l'eau) est parfois utilisé.

## Terminologie
Autrefois, les termes de « chasseur-trappeur » ou de « fermier-trappeur » concurrençaient celui de chasseur-cueilleur. Venue de Scandinavie, cette dénomination supposait une économie de prédation paléolithique et définissait mal les chasseurs-cueilleurs contemporains. Aujourd'hui, des cueilleurs-chasseurs sont découverts en Arctique et dans les forêts tropicales humides où les autres formes de subsistance sont impossibles. La plupart de ces groupes n'ont pas toujours été cueilleurs-chasseurs et vivent souvent au contact, plus ou moins direct, de sociétés agricoles avec lesquelles ils commercent et ont éventuellement des liens familiaux. De nombreux chasseurs-cueilleurs contemporains ont des ancêtres fermiers qui ont été repoussés dans des zones périphériques au cours de migrations et de guerres.
Sur la surface du globe, un grand nombre de populations de chasseurs-cueilleurs s'est lentement néolithisé, comme ce fut le cas en France (entre le VIe et le Ve millénaire av. J.-C.). En Afrique de l'Ouest, après l'apparition de la céramique vers 11 500 avant le présent, dans des populations de chasseurs-cueilleurs, la sécheresse grandissante du Sahara vers 2000 av. J.-C. a poussé des populations d'éleveurs et de bergers nomades vers le Sud, introduisant des innovations et les premiers paysans sédentaires y apparaissent alors vers 1500, et peu après, au XIVe siècle av. J.-C., la technologie du fer. Au Japon, des conditions favorables ont permis l'évolution de pêcheurs (et chasseurs)-cueilleurs sédentaires pendant la longue période Jōmon (de 15 000 jusqu'en 300 av. J.-C.), alors qu'ils étaient parmi les premiers inventeurs de la céramique avec des chasseurs-cueilleurs en Chine entre 17 000 et 15 000 av. J.-C. Les chasseurs-cueilleurs possédaient, pour certains, des technologies et des pratiques, comme la sédentarité, totale ou opportuniste, autrefois considérées comme spécifiques du Néolithique. Ils possédaient certainement aussi d'autres savoirs (liés à des matériaux qui ne se sont pas conservés pour diverses raisons, dont l'acidité du sol) et des traits culturels complexes (comme leur législation) qui n'ont pas laissé de traces. L'invisibilité archéologique, pour ce qui concerne les sociétés de chasseurs-cueilleurs disparues, est un problème essentiel. Il est donc nécessaire de remettre en question l'usage systématique de l'expression « sociétés complexes » employé pour distinguer des sociétés où les signes de hiérarchie sociale ont été conservés par certaines pratiques funéraires et certains matériaux, qui les oppose aux sociétés de chasseurs-cueilleurs a contrario « simples ».
Aujourd’hui, on[Qui ?] estime que ces communautés de chasseurs-cueilleurs disparaîtront d'ici à quelques décennies[réf. nécessaire]. La colonisation et l'industrialisation participent à ce processus très rapide et leur santé est mise en péril dans ce changement.

## Mode de vie

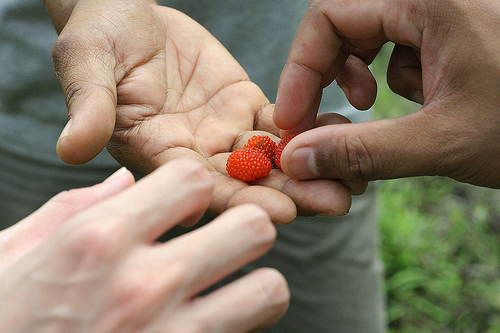
Baies sauvages de la forêt de Sumatra.

### Habitat et constructions diverses

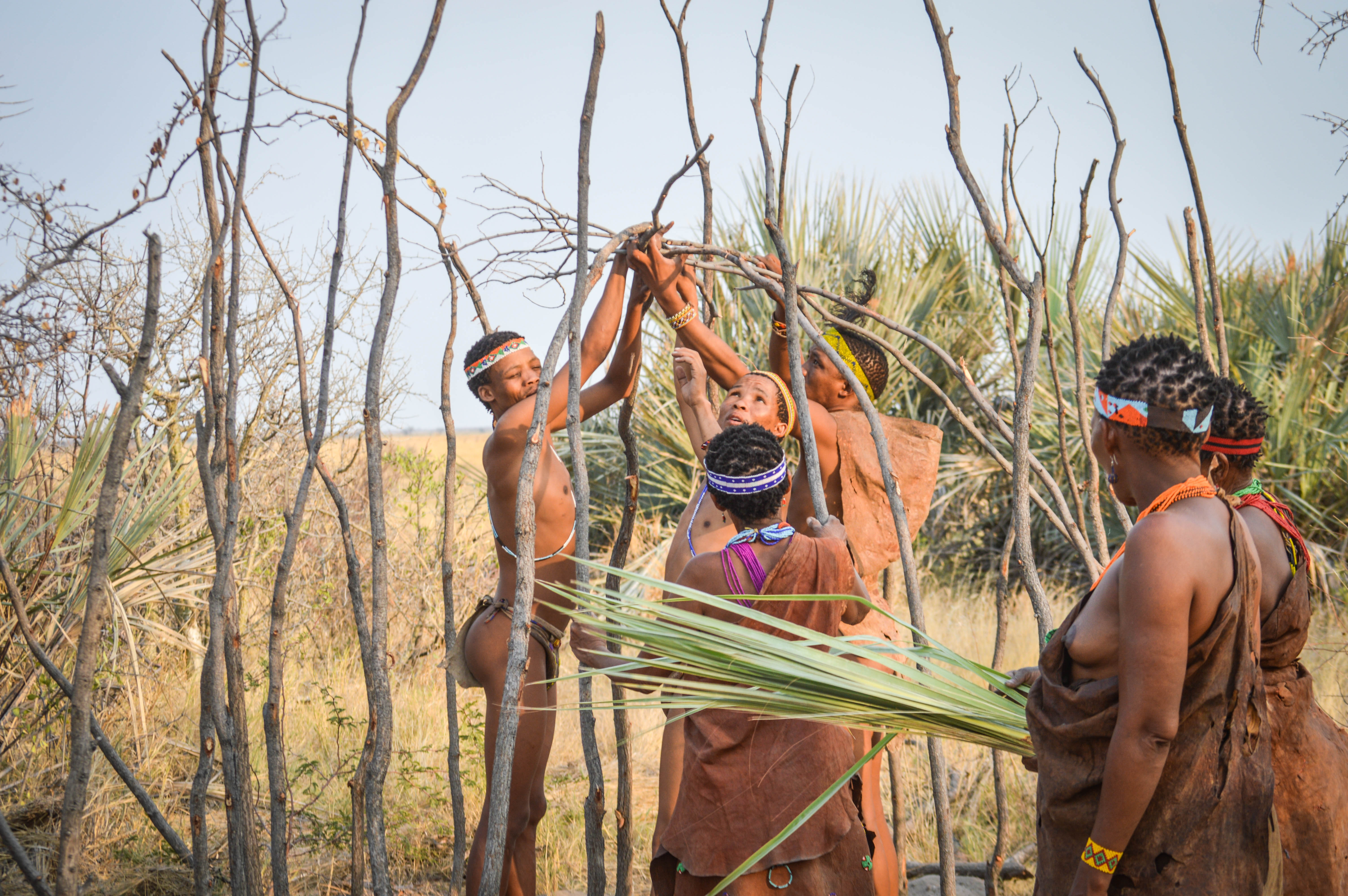
San du Botswana construisant une hutte de branchages.

L'habitat et les constructions correspondent autant au rythme des activités et à leurs durées qu'à ces activités elles-mêmes dans leur diversité, sachant que les chasseurs-cueilleurs ont aussi eu d'autres pratiques, que certaines les ont conduits à des activités semi-sédentaires, etc.
En général, changeant plusieurs fois de lieu de résidence dans l'année, ils ne consacrent que le travail indispensable pour ce qui sert temporairement de maison. Pour cela ils transforment des peaux ou des écorces pour en faire des tentes, éventuellement. Ils construisent aussi des huttes de branchages ou des pare-vent, ou utilisent des abris sous roche faciles à aménager.
Les chasseurs-cueilleurs n'utilisent que des matériaux disponibles dans la nature pour construire des abris. Mais ces matériaux sont nombreux et ils sont souvent transformés de manière plus ou moins complexe. Ils utilisent, entre autres, des abris sous-roche qui n'ont besoin que de peu d'aménagements. Ces abris protègent des intempéries et des autres prédateurs. La plupart des établissements de plein-air des chasseurs-cueilleurs furent désertés quand le climat, qui s'était réchauffé, se refroidit durant 1 200 ans. Vers 9 600 av. J.-C., les températures augmentèrent de nouveau et des villages réapparurent.
On a découvert en Sibérie des structures habitables construites par des chasseurs-cueilleurs avec des ossements de mammouths, leur taille pouvant être de grandes dimensions.

### Mobilité, semi-sédentarité et sédentarité des chasseurs-cueilleurs

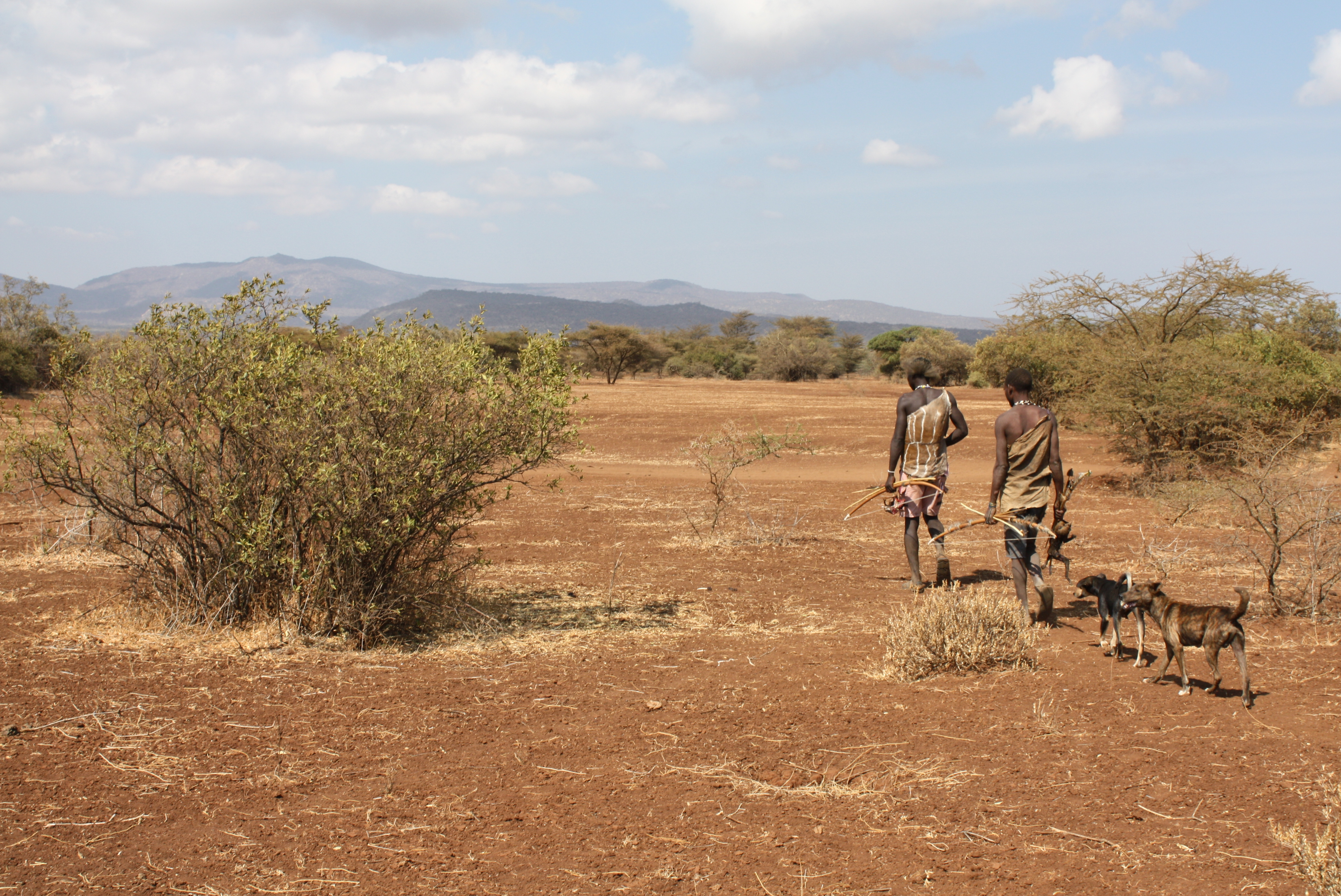
Certains groupes de chasseurs, comme les Hadza de Tanzanie, doivent parcourir d'importantes distances pour se procurer du gibier.

Le chasseur-cueilleur (ancien et moderne) peut devenir nomade lorsque les ressources naturelles viennent à manquer, mais il peut aussi se contenter de se déplacer un peu pour revenir au même endroit quelque temps plus tard en ayant préparé son retour auparavant.
La grande majorité des sociétés de chasseurs-cueilleurs sont plus ou moins nomades. Habituellement, les ressources autour d'un campement sont épuisées au bout d'un certain temps, comme une saison, rendant nécessaire la déplacement du groupe ou sa semi-sédentarité, saisonnière par exemple. Ainsi, en Amérique du Nord-Ouest, la remontée annuelle des saumons fait saison.
Il y a toutefois des « exceptions » : comme les Haïdas de la Colombie-Britannique qui ont pu se sédentariser dans une région suffisamment riche, ce fut le cas aussi au cours de la période Jōmon au Japon.
La semi-sédentarité est une stratégie typique des chasseurs-cueilleurs comme dans la Chine ancienne, au Sud comme au Nord, correspondant à la période d'occupation de la grotte de Yuchanyan, avec la plus ancienne céramique du monde (en 2014) qui peut être assimilée aux signes avant-coureurs de la néolithisation en Chine.
Un mode de vie de chasseur-cueilleur nomade n'exclut pas la possibilité de lieux de grands rassemblements périodiques permettant notamment le troc, les unions maritales afin d'éviter la consanguinité, et des pratiques religieuses. Ils peuvent même conduire à l'érection de structures pérennes comme Stonehenge ou Göbekli Tepe.
Le mégalithisme exige une concentration temporaire de population et des cordes solides. La construction de tumulus et de chambres funéraires peut s'interpréter comme un culte des (grands) ancêtres, et/ou comme la ploutocratie ostentatoire de sociétés élitistes.

### Formes spécifiques d'agriculture, pratiques culinaires et outillage
De très nombreuses découvertes, surtout depuis les années 2000, en particulier en alliant les disciplines archéologiques et anthropologiques, ont montré que les cultures de chasseurs-cueilleurs ont donné à l'humanité certaines inventions fondamentales qui étaient autrefois attribuées aux sociétés du Néolithique. Parmi ces innovations : la pierre polie et la céramique, la domestication du chien et la sélection de certaines espèces végétales, certaines formes d'agriculture comme la sylviculture. Ceci pose des questions nombreuses, terminologiques (la néolithisation, la classification des sociétés en « plus ou moins complexes », etc.) mais aussi d'ordre méthodologique.
La chasse des animaux sauvages est destinée à s'alimenter, à utiliser les os pour fabriquer des outils et à s'habiller de leurs peaux cousues avec des aiguilles d'os et des fils de matières végétale ou animale. Le chasseur-cueilleur sait aussi tresser et fabriquer des fils et des cordes. Il pêche grâce à des ressources également prélevées, comme les harpons fabriqués en corne ou en os poli et façonné, mais aussi sur rivière avec barrages, filets, puis avec canots de peaux cousues, pirogues d'écorce, pirogues monoxyles ou embarcations de roseaux.
Il cueille de nombreuses espèces de fruits (en particulier des noix et éventuellement des glands) et des plantes diverses (dont des graminées ou des bulbes) pour se nourrir et se soigner. L'homme prélève sa nourriture, il ne la produit que rarement. Il peut la transformer par séchage, fumage, fermentation, macération. Le chien, unique animal domestique des chasseurs-cueilleurs paléolithiques, est élevé comme auxiliaire de chasse et non pour la production de viande.
L'alimentation préhistorique des chasseurs-cueilleurs peut être connue par différentes méthodes : analyse des repas conservés dans les sites préhistoriques (éclats lithiques, tessons de poteries, ossements d'animaux, restes de graines et de fruits minéralisés ou carbonisés) ; étude des isotopes stables du carbone, de l'oxygène et de l'azote dans la matière organique des ossements humains, permettant en plus d'estimer la part de l'alimentation végétale/animale ou terrestre/marine dans le régime alimentaire ; rapports entre le baryum et le strontium ou le baryum et le calcium présents dans l'émail dentaire, qui permettent de préciser le type de viande d'herbivores ingéré ; analyse des particules piégées dans le tartre dentaire (pollen, grains d'amidon, phytolithes).
Même si ces populations ont pu pratiquer une forme embryonnaire d'agriculture-horticulture sur des lopins de terre, les plantes sur lesquelles elles veillaient restaient souvent à l'état sauvage. Cela dit les populations de chasseurs-cueilleurs de la période Jōmon ont manifestement pratiqué la sylviculture et la sélection des arbres produisant les fruits les plus gros : les châtaignes et les glands : favoriser la repousse, proto-domestication, agriculture de décrue, sarclage, enclosure.
Comme il est attesté que ces populations, en Chine et au Japon, ont consommé de grandes quantités de coquillages ainsi que des châtaignes et des glands, il semble qu'il ait été nécessaire d'utiliser des récipients de céramique pour les cuire et rendre consommable coquillages et glands (ceux-ci doivent être cuits afin d’éliminer leur acide tannique). Meules et broyons se rencontrent aussi pour la préparation des végétaux sauvages (glands, châtaignes, etc. qui firent apparemment l'objet d'une sélection, et peut-être d'une sylviculture), des fragments de galettes ont été retrouvées en milieu humide.

### Outillage et inventivité

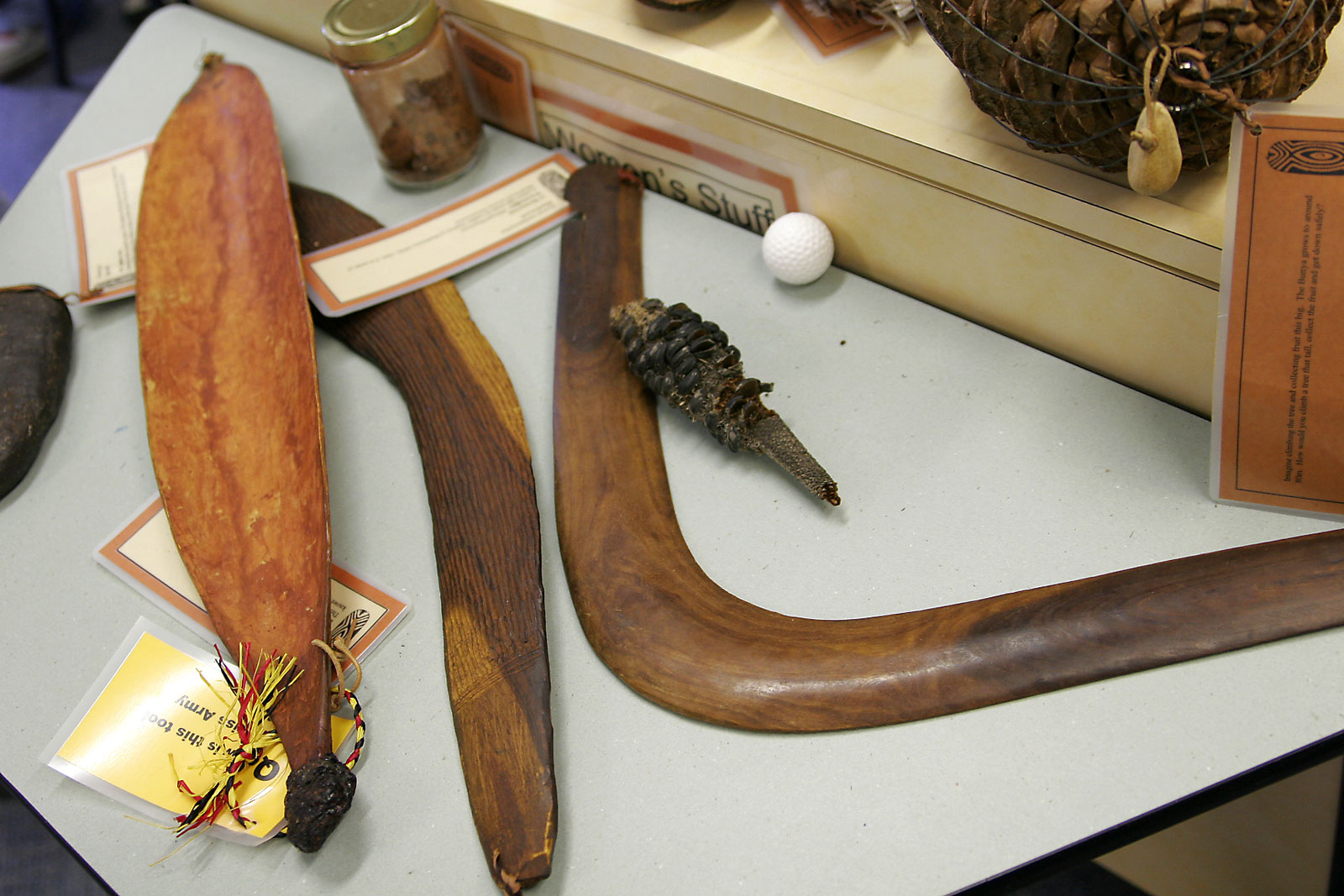
Boomerangs d'aborigènes d'Australie.

L'économie des chasseurs-cueilleurs est dépendante d'un outillage adapté. Celui-ci a longtemps été réduit aux objets obtenus par la taille de la pierre, fragments résiduels d'outils plus ou moins complexes, et qui se sont bien conservés, mais l'étude systématique de leurs industries lithiques a montré dans un premier temps la diversité des outils obtenus par percussion, et la complexité de cette pratique. Pointes de lances, ou autres outils de jet comme les bolas. Pour une archéologie du geste :Sophie Archambault de Beaune 2000. En particulier pages 92 et suivantes. Ils ont aussi découvert le polissage de la pierre : on vient de trouver (en 2012) des haches de ce type signalées par Alain Testart, dans une culture d'Australie d'il y a 35 000 ans. Cet auteur fait remarquer que la pierre polie, tout comme la céramique, apparaissent dans des cultures de chasseurs-cueilleurs, alors que l'on a cru longtemps que ces techniques étaient des marqueurs de sociétés néolithiques. En effet les premières céramiques sont, en 2011, celles découvertes en Chine du Sud dans la grotte de Yuchanyan et à peu de temps de là, au cours de la période Proto-Jōmon sur les sites de Simomouchi et celui d'Odai Yamamoto datés à 17000 et 15000 av. J.-C.. Et par ailleurs le désert occidental d'Égypte a livré une première poterie de 7500 av. J.-C., le Soudan ancien vers 7000 av. J.-C., et le Mali vers 9400 av. J.-C..

## Densité de population
Les populations de chasseurs-cueilleurs sont très peu denses : Dans les régions qui permettent l'agriculture, la campagne peut nourrir de 60 à 100 fois plus de population que le mode de vie de chasse et de cueillette sur la même surface. Grâce au développement de l'agriculture, la population du continent européen est progressivement passée de 300 000 chasseurs-cueilleurs à 30 millions d'habitants, au cours d'une longue transition, qu'on situe globalement à l'Épipaléolithique ou au Mésolithique, à commencer par les Natoufiens, chasseurs-cueilleurs à régime alimentaire à large spectre, vivant dans les premiers hameaux sédentaires.
Des populations de chasseurs-cueilleurs n'ont pas su ou pas pu (circonscrits, enclavés, chassés), ou pas voulu, abandonner un mode de vie souvent exigeant mais moins contraignant que la sédentarité céréalière.

## Structures sociales

### La division sexuée du travail
La question de la division sexuelle du travail dans les sociétés de la préhistoire est actuellement en évolution.
Certaines positions binaires sur la place des femmes dans les sociétés préhistoriques résultent de stéréotypes de genre. Selon l'historienne des sciences Claudine Cohen, les idées sur la division sexuée du travail « trouvent leur source au XIXe siècle, mais ont été largement reprises à la base de maintes réflexions contemporaines sur la division sexuelle du travail. À partir des années 1960 furent élaborés, essentiellement dans le domaine anglo-américain, des scénarios d'hominisation qui mettaient en scène, aux origines de l'humanité, le partage des rôles masculins et féminins ». Ces idées avancent que le néolithique est marqué par une « dévalorisation des activités effectuées par les femmes alors que les hommes recherchent le prestige par la chasse et la guerre ». L'idée d'une division genrée, considérée comme un « modèle comportemental ancestral », s'est notamment imposée avec un symposium Man the Hunter (en) tenu sur le sujet à Chicago en 1966. Ces généralisations réduisaient la répartition des tâches à de simples dichotomies : l'homme part loin chasser tandis que la femme cueille et reste au campement ou à la caverne (la cueillette de fruits et de végétaux, le déterrage de tubercules et la récolte d’œufs par les femmes représentaient fréquemment la majorité des calories obtenues) ; l'homme apporte la nourriture et la femme la prépare et la cuit ; l'homme travaille les matériaux durs tandis que la femme moins forte physiquement travaille les matériaux souples ; l'homme fabrique et utilise les outils élaborés tandis que la femme privilégie les outils sommaires. Selon une étude archéologique publiée par Randy Haas en 2020 dans Science Advances, qui s'appuie sur des excavations réalisées en 2018 au Pérou dans six sépultures datant d’il y a 9 000 ans, ainsi qu'une méta-analyse portant sur 429 squelettes retrouvés dans 107 lieux américains de sépulture, la participation des femmes à la chasse était de l’ordre de 30 à 50 %. Une méta-revue des différentes études effectuées sur le sujet montre qu'une partie d'entre elles se sont avérées inexactes en raison d'un biais s'appuyant sur les stéréotypes que chasse et armes étaient l'apanage des hommes : en Suède, une sépulture initialement classée comme masculine du simple fait qu'elle contenait des armes ou outils de chasse, s'est révélée grâce à une analyse génomique, être celle d'une femme. De nombreuses découvertes d'armes dans des sépultures féminines ont été attribuées à leur caractère exceptionnellement violent, alors que les multiplications de ce caractère exceptionnel semble plutôt avoir été la norme. L'analyse de 63 de ces études mentionnant la chasse comme moyen de subsistance et comportant des données genrées suggère que s'il existe quelques sociétés où les femmes ne chassent pas (13 ne comportent pas de mention d'elles pour cette activité) ou ne chassent que de façon opportuniste, dès lors que la chasse constitue l'activité de subsistance la plus importante, les femmes y sont systématiquement actives. Elles peuvent déployer par ailleurs comme chez les Agta et les Aka des modalités plus diversifiées, tant dans la gamme des outils utilisés— arc et flèches, couteau, filet, lances, machettes, arbalètes — que dans les stratégies de chasse où elles peuvent întervenir seules, en groupe avec d'autres femmes ou des enfants, avec un homme, et utiliser des chiens tandis que le modèle chez les hommes est le plus souvent une intervention seul ou en duo avec un autre homme ou en couple. 
Certains peuples ont encore actuellement un mode de vie de chasseur-cueilleur dans laquelle le travail des femmes, très lourd, est encadré par des traditions. Sous d'autres formes ces pratiques de division sexuelle du travail se sont répétées jusqu'à aujourd'hui. Alain Testart, anthropologue et ethnologue français, publie en 1979 un article sur les sociétés de chasseurs-cueilleurs. Il y développe deux problématiques : la première traite des ressemblances entre le modèle de vie des sociétés de chasseurs-cueilleurs contemporaines et celui des sociétés du Paléolithique. La seconde redéfinit la « révolution néolithique », ou mieux la néolithisation comme processus lent, en attribuant le passage vers un mode agro-pastoral à la découverte de techniques de stockage (greniers légers sur pilotis, tas dans pièce principale, grands paniers, silo simple, fosse à stockage). Il développe, sous un nouvel angle, cette étude en 2014 dans L'Amazone et la Cuisinière : anthropologie de la division sexuelle du travail où il remet en question l'idée commune selon laquelle les travaux demandant de gros efforts sont réservés aux hommes : d'autres règles, non dites, régissent les attributions des travaux aux hommes et aux femmes depuis que les chasseurs-cueilleurs se sont fondés sur leurs représentations du sang (notamment le sang menstruel) pour structurer les représentations sociales et la constitution du genre. « Pendant des millénaires et probablement depuis la préhistoire, la division sexuelle du travail provient de ce que la femme a été écartée des tâches qui évoquaient trop la blessure secrète et inquiétante qu'elle porte en elle ». Le sang menstruel, aux pouvoirs magiques, ne doit pas être mélangé à celui de l'animal, alors que les hommes perdent leur sang pour des raisons connues (blessures lors de la chasse ou de la guerre). Françoise Héritier fait la même analyse : « il se pourrait que ce soit dans cette inégalité-là, maîtrisable versus non maîtrisable, voulu versus subi, que se trouve la matrice de la valence différentielle des sexes, qui serait donc elle aussi inscrite dans le corps, dans le fonctionnement physiologique, ou qui procéderait, plus exactement, de l'observation de ce fonctionnement physiologique ».
Selon l'hypothèse de la grand-mère, la ménopause chez les femmes aurait permis à celles-ci, en devenant grand-mères, de se spécialiser dans la tâche d'élever ses petits-enfants, déchargeant les mères de cette tâche et transmettant leur expérience, cette division sexuelle du travail favorisant un investissement parental différencié.

### Sociétés égalitaires ou non
Par ailleurs les sociétés de chasseurs-cueilleurs tendent à ne pas avoir de structures sociales hiérarchiques, mais ce n'est pas toujours le cas. Le nomadisme leur permet d'éviter l'accumulation de bien, source de l'inégalité. Elles évitent donc d'entretenir des dirigeants, artisans ou fonctionnaires à plein-temps. La réalité est certainement plus complexe, comme le montre l'ethnologie, car il peut y avoir stockage pas simplement de ressources domestiquées mais aussi de ressources sauvages chez les chasseurs-cueilleurs-stockeurs. On peut cependant diviser les sociétés de chasseurs-cueilleurs en deux tendances selon le mode de redistribution :
- les sociétés égalitaires, avec une redistribution immédiate, et consommation de leur prédation ou production en un jour ou deux,
- les sociétés inégalitaires, avec stockage de surplus et redistribution différée : richesse ostentatoire, poteaux funéraires, mâts-totems, grandes fêtes "distributives"...

Dans les sociétés égalitaires, les systèmes familiaux sont différents de ceux des sociétés de cultivateurs et éleveurs ou des sociétés industrielles : classes matrimoniales, exogames, non hiérarchisées..
Ainsi, dans des sociétés sans richesse, avec quête (masculine) de partenaire sexuel (pour la première épouse), dans le "service pour la fiancée", le fiancé se met au service de son beau-père (et de sa belle-famille) pour une longue durée (mois ou années de corvée, asservissement et humiliation). La richesse est alors facteur de libération, pas par thésaurisation, mais par fabrication de produits matériels durables (capables de remplacer le travail forcé) : piège, arc, hache, canot, tête de bétail, esclave...
Dans tous les cas, l'esclavagisme est possible (et temporaire, jusqu'à consommation), selon Alain Testart.
« Les sociétés de cueilleurs-chasseurs ne sont pas plus égalitaires que les nôtres, elles sont traversées, structurées peut-on même dire, par des rapports de dépendance et/ou de force (pas nécessairement héréditaires) [...] La nouveauté du néolithique, c'est l'existence d'inégalités socio-économiques, c'est-à-dire la différenciation entre riches et pauvres » (Testart, Avant l'Histoire, p. 413).
L'anthropologue français Pierre Clastres décrit les communautés de chasseurs-cueilleurs comme des sociétés ignorant l'exploitation de l'homme par l'homme : "Qu'est-ce qu'une société primitive ? C'est une société non divisée, homogène, telle que si elle ignore la différence entre riches et pauvres, a fortiori, l'opposition entre exploiteurs et exploités en est absente." (Pierre Clastres, Le retour des Lumières, 1977.)

## Regards contemporains sur les chasseurs-cueilleurs
Le XIXe siècle pose un regard un peu hautain sur ce mode de vie jugé « primitif ».
Par la suite, outre une vision moins éclatée de l'humanité, ce mode de vie s'avère peu contraignant et permet de développer une vie culturelle en harmonie avec l'environnement. L'anthropologie prend tardivement ses distances avec l'ethnocentrisme et un formalisme économique gênant la lecture rationnelle. En témoigne Âge de pierre, âge d'abondance de Marshall Sahlins, ouvrage servant toujours de référence aux anthropologues actuels.
Pour David Graeber (1961-2020) et David Wengrow (1972-), « les cueilleurs se caractérisent par une alimentation non dépendante de la domestication biologique animale et végétale » (Au Commencement était... une nouvelle histoire de l'humanité, 2021).

## Néo-cueilleurs et néo-chasseurs
Le mouvement de « retour à la nature » alimenté par des pratiques, des représentations et des transformations désignées par les sociologues sous le concept de néoruralisme, se traduit notamment par la réhabilitation des petites productions fermières, de l'entretien et de l'élevage de races locales, de la cueillette et de la chasse, etc. Si certains néoruraux manifestent des réticences envers la chasse, d'autres reconnaissent l'importance des savoirs écologiques des chasseurs ainsi que des pêcheurs, soucieux du devenir de leurs espèces ressources. Les néo-chasseurs et néo-cueilleurs participent ainsi à ce mouvement de « retour à la nature » longtemps regardé avec condescendance. Ainsi au XXIe siècle, sous la façade visible des activités de chasse, de pêche et de cueillette des plantes sauvages (pratique popularisée en France par l'ethnobotaniste François Couplan), se dissimulent en fait des attitudes hétéroclites car elles peuvent remplir des fonctions diverses, alimentaire, éducative, sportive, récréative... Ces plantes perçues comme un signe de pauvreté pendant une bonne partie du XXe siècle, ont même à présent « le vent en poupe » jusqu'à devenir parfois produits de luxe avec les recherches culinaires de ceux qui, à l'instar des chefs étoilés Michel Bras et Marc Veyrat, font découvrir de nouvelles saveurs.

#### Peuples chasseurs-cueilleurs

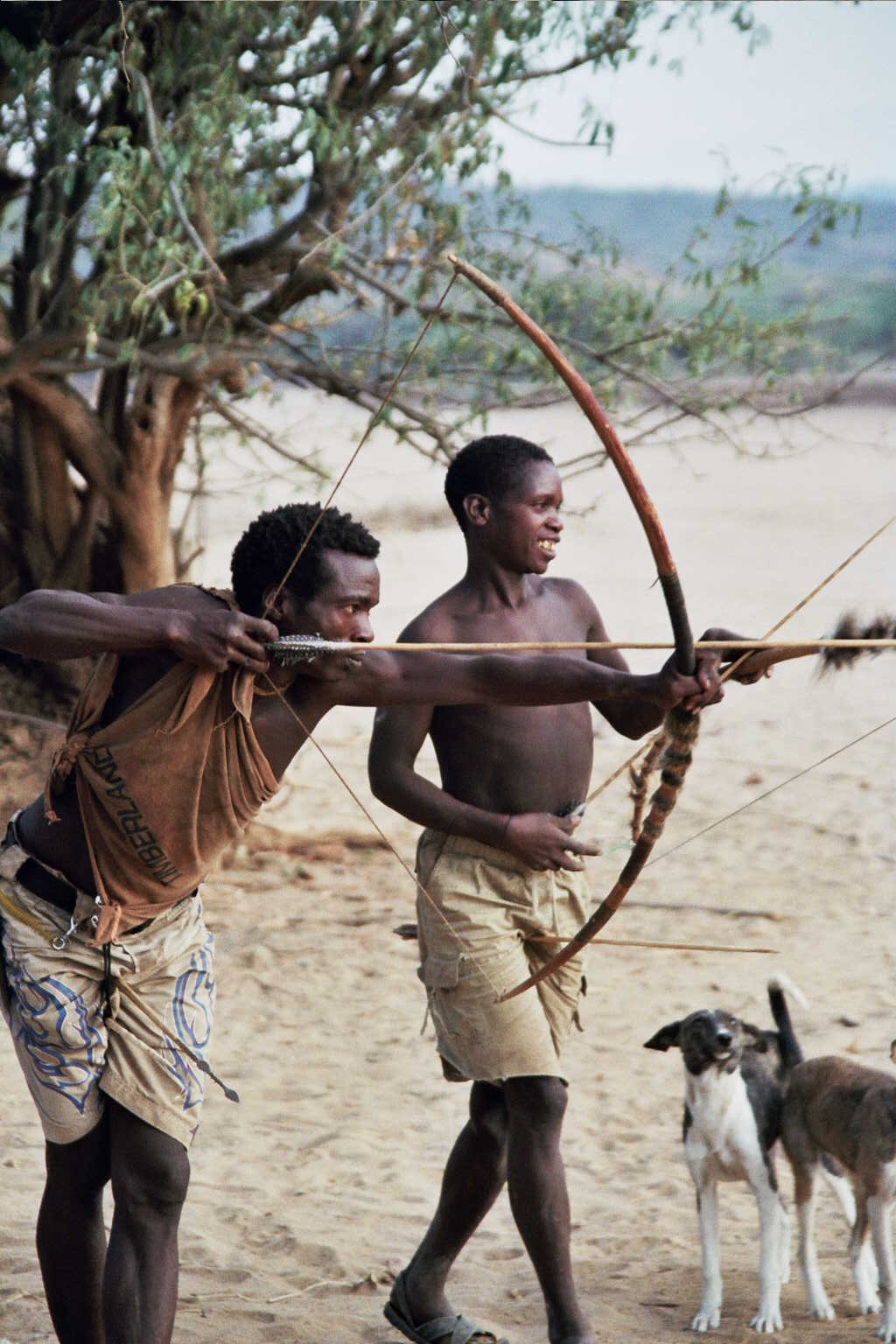
Chasseurs-cueilleurs hadzas